# Laacher See
Laacher See – jezioro kalderowe o powierzchni 3,3 km² w górach Eifel, w powiecie Ahrweiler, największe w Nadrenii-Palatynacie, położone w odległości 37 km od centrum Bonn i 22 km od centrum Koblencji.

## Pochodzenie nazwy
Nazwa oznacza jezioro Jezioro, podobnie jak w Szkocji Loch Lochy. Słowo „Laach" pochodzi z języka staro-wysoko-niemieckiego „lacha", które przekształciło się w „laach" i oznacza jezioro. Nazwa Laacher See jest tautologizmem, konstrukcją językową, w której poszczególne wyrazy powtarzają swoje znaczenie. Nad jeziorem znajduje się opactwo Maria Laach.

## Opis
Owalny zbiornik jest największym jeziorem w Nadrenii-Palatynacie w górach Eifel w pobliżu Andernach (8 km) i Mayen (11 km) na północ od Mending (węzeł autostradowy A 61, 3 km).
Jezioro otoczone jest wałem 125 m wysokości i osiąga głębokość 51 m. Jest zasilane głównie przez wody gruntowe, oraz opady i nie ma naturalnego odpływu. Poziom jeziora wahał się kiedyś o 15 m, co utrudniało prowadzenie działalności rolniczej. Z tego powodu zbudowano tunel, który odprowadzał nadmiar wody i zapobiegał podtopieniom. Według Klausa Grewe, tunel o długości 880 m został zbudowany na południu w średniowieczu za rządów opata Fulberta (1152 do 1177), aby chronić klasztor przed powodziami (tunel Fulberta). Według nowszych badań, tunel Fulberta powstał podczas rządów rzymskich. W latach 1840–1845 rodziny Delius i von Ammon (wówczas właściciele zsekularyzowanej posiadłości klasztornej i jeziora) wybudowały równoległy tunel około 5 m poniżej, aby obniżyć poziom wody do dzisiejszego poziomu w celu uzyskania ziemi i pastwisk. Przez sztolnię Deliusa jezioro straciło 45 ha powierzchni i o tyle samo powiększyła się powierzchnia uprawna "Klaus Grewe".

## Aktywność wulkaniczna
Ostatnia erupcja miała miejsce około 10 930 lat p.n.e. i trwała zaledwie kilka dni, pokrywając obszar na terenie doliny Renu 7-metrową warstwą pyłów i pumeksu. Po ostatniej erupcji stożek wulkanu zapadł się, pozostawiając pierścień kaldery, który z czasem wypełnił się wodą.
Wyrzucone zostały ogromne ilości popiołu wulkanicznego i pumeksu, pokrywające obszar o grubości do siedmiu metrów aż do doliny Renu. Wyrzucany materiał zatykał wąską dolinę Renu przy Bramie Andernach, a powstałe jezioro rozciągało się przez Basen Neuwied do Górnego Renu.[8][9] Fala powodziowa po pęknięciu tamy rozlała się na duże obszary Dolnego Renu. Bogata w siarkę erupcja Laacher See jest omawiana jako wyzwalacz anomalii klimatycznych młodszego zlodowacenia Dryas.
W styczniu 2012 odkryto duże ilości dwutlenku węgla wydobywające się z dna jeziora (mofeta). W odniesieniu do tej aktywności badacze uważają, że wulkan, którego jezioro jest kalderą, powoli się wybudza.

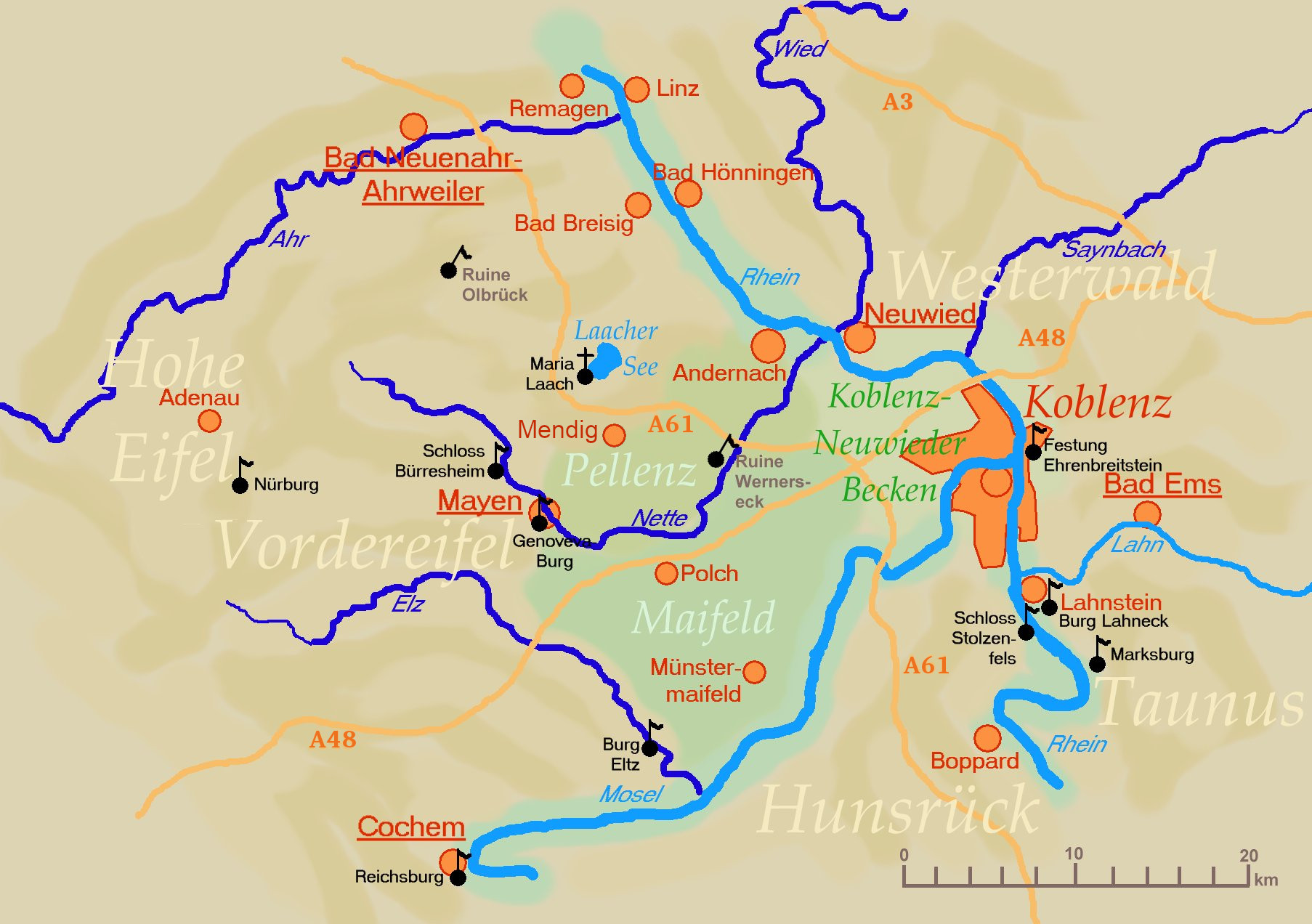
Mapka

## Gospodarka i turystyka
Laacher See należy do posiadłości pobliskiego opactwa benedyktynów Maria Laach, podobnie jak okoliczne posiadłości, firma rybacka i Seehotel Maria Laach. Jest wykorzystywany jako lokalny teren rekreacyjny do pływania, żeglarstwa, turystyki pieszej i biwakowania. Klub żeglarski „Laacher See” Mayen (SCLM) i klub surfingowy Laacher See V. korzystają z samego jeziora, społeczność biegaczy Laacher See wykorzystuje jego brzegi i okolicę jako teren łowiecki. Przy jeziorze znajduje się również kemping „Laacher See” i pole do minigolfa. W pobliżu opactwa znajdowało się również Centrum Historii Naturalnej i Mikroskopii Laach, które zajmowało się historią naturalną jeziora Laach i jego okolic (nieczynne od 2014). Naturfreundehaus Laacherseehaus znajduje się również na drodze w kierunku Mendig. Po stronie zachodniej istnieje możliwość skorzystania z dojść do lustra wody z możliwością biwakowania w czasie dnia na brzegu jeziora.
Niemieckie Muzeum Wulkanów Lava Dome znajduje się w Mendig. Jest to główna atrakcja parku Vulkanpark, który rozciąga się na całym wschodnim Eifel z ponad dwudziestoma zabytkami. Jezioro Laacher See należy również do Krajowego Geoparku Laacher See.

## Galeria

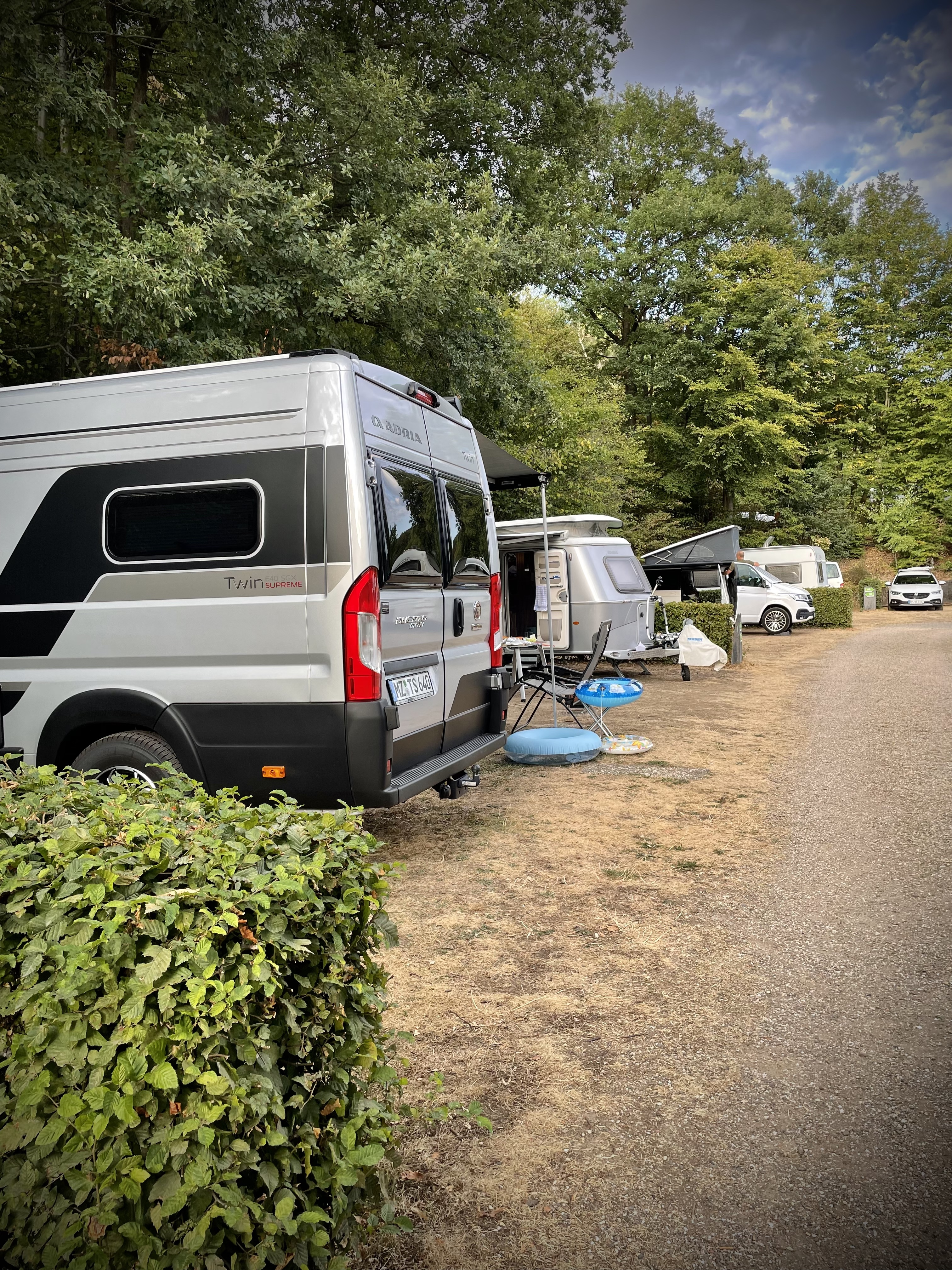
Kemping „Laacher See" na północnym brzegu jeziora
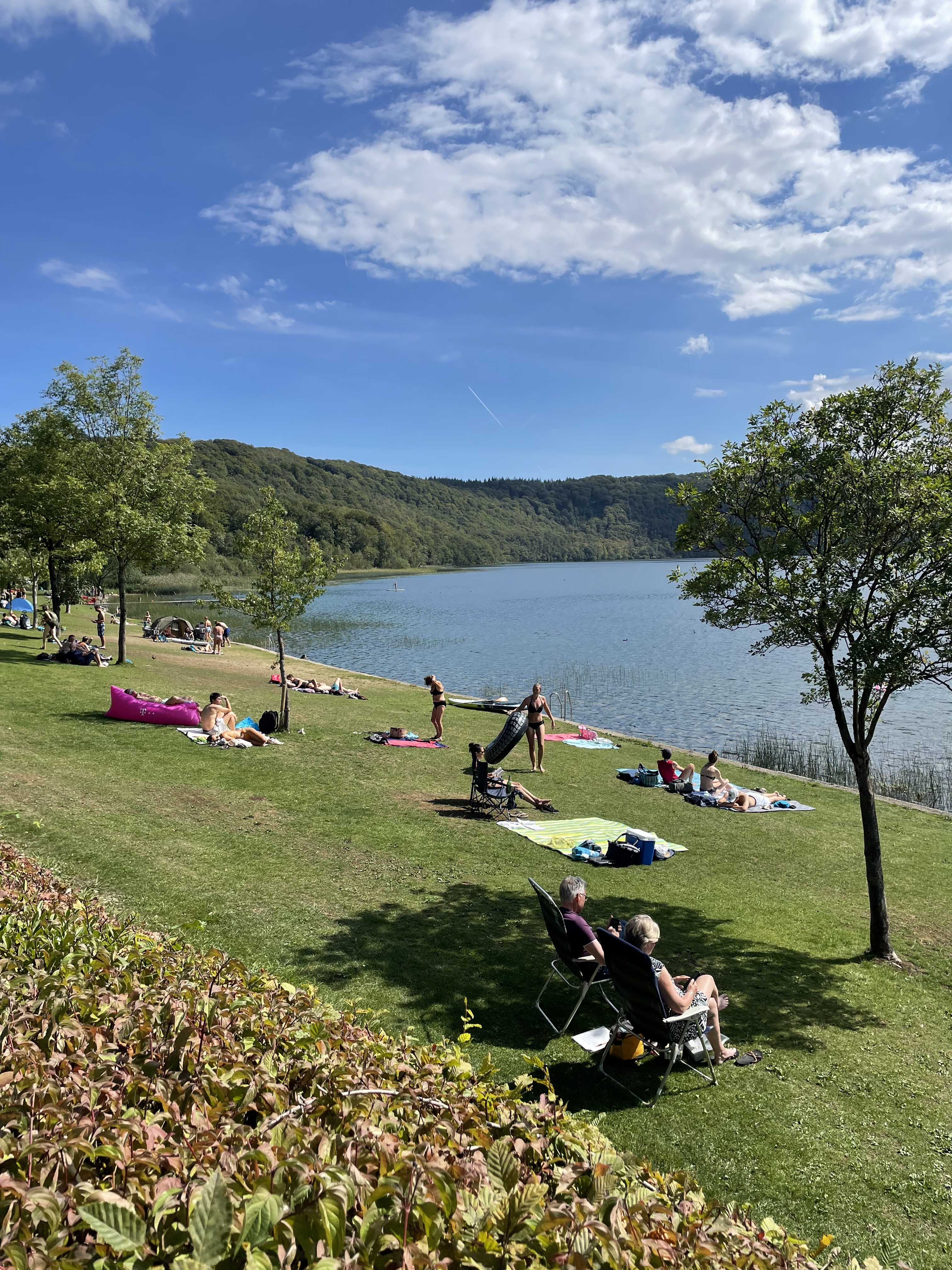
Kemping „Laacher See" plaża-łąka
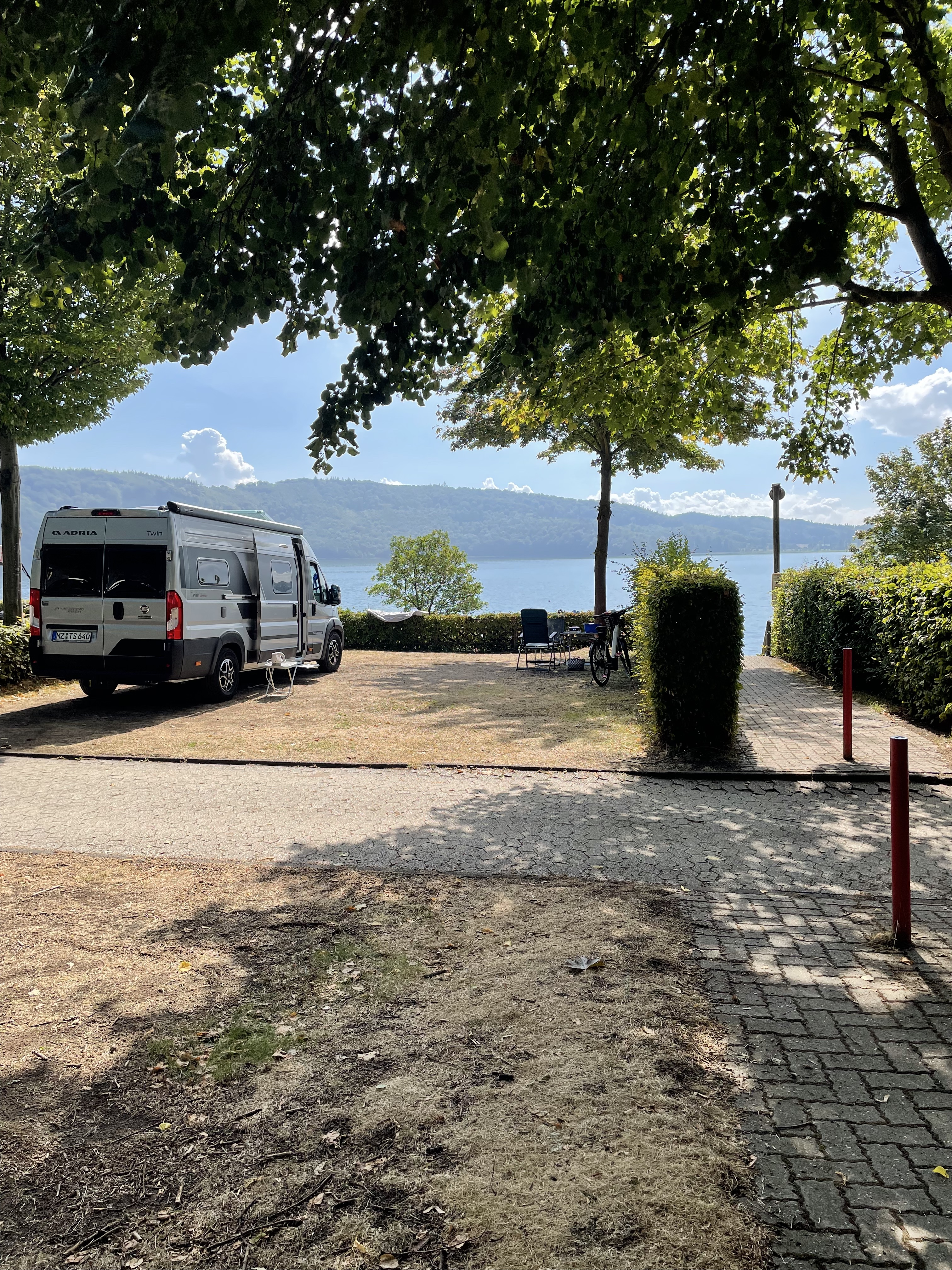
Kemping „Laacher See" - stanowisko z widokiem na jezioro
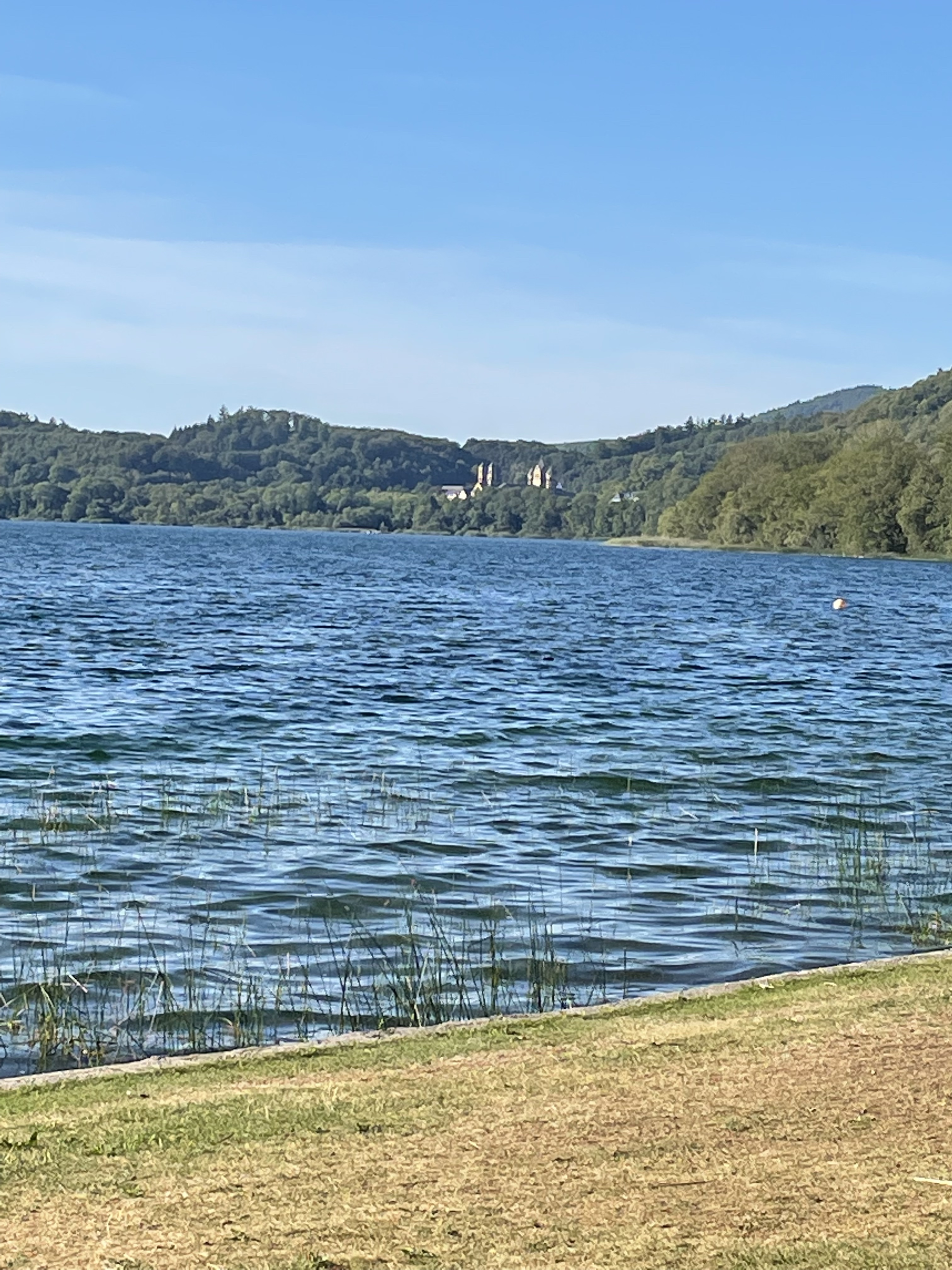
Kemping „Laacher See" - widok z plaży na jezioro z Maria Laach w tle
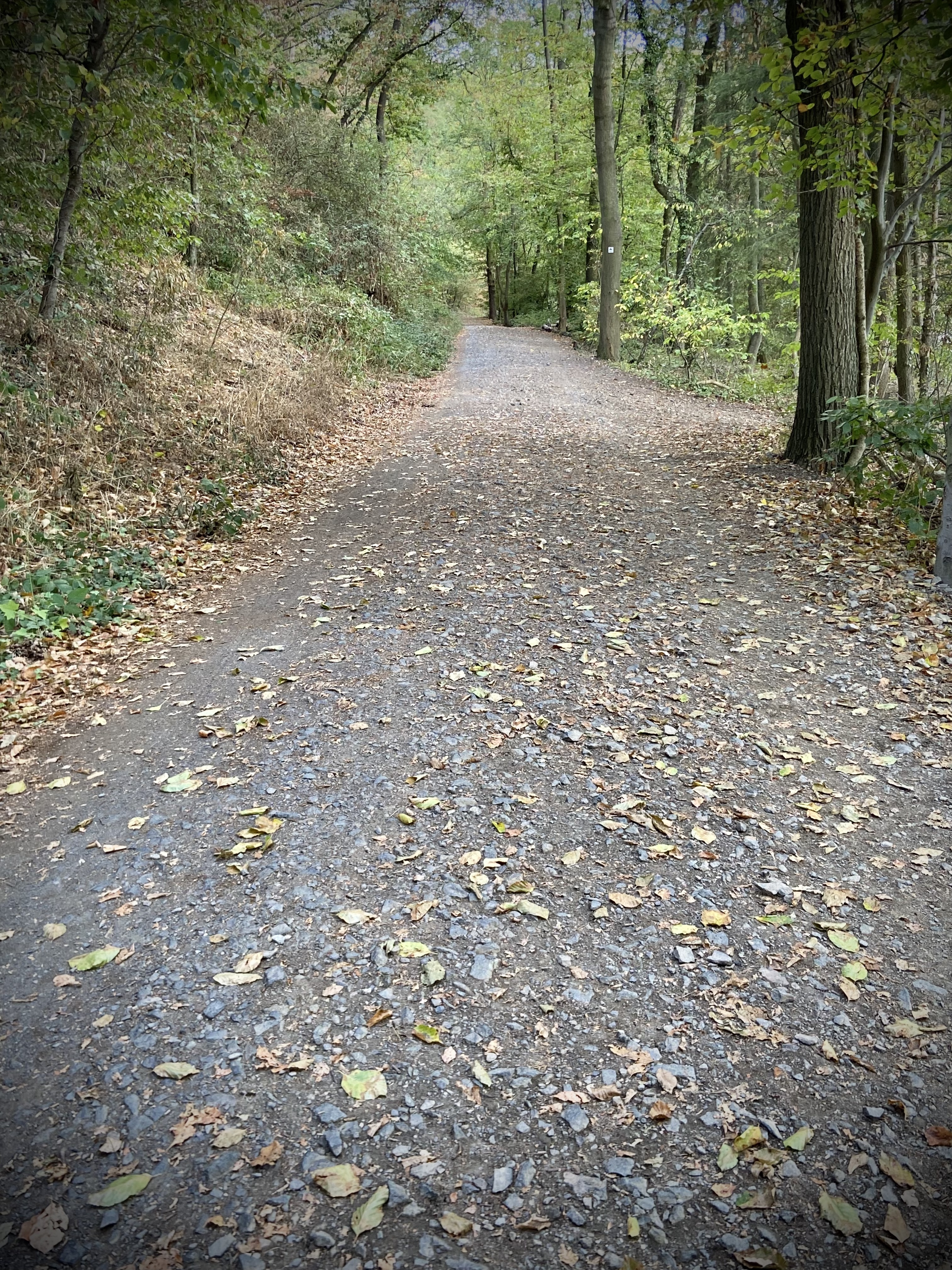
Trasa pieszo-rowerowa wokół jeziora
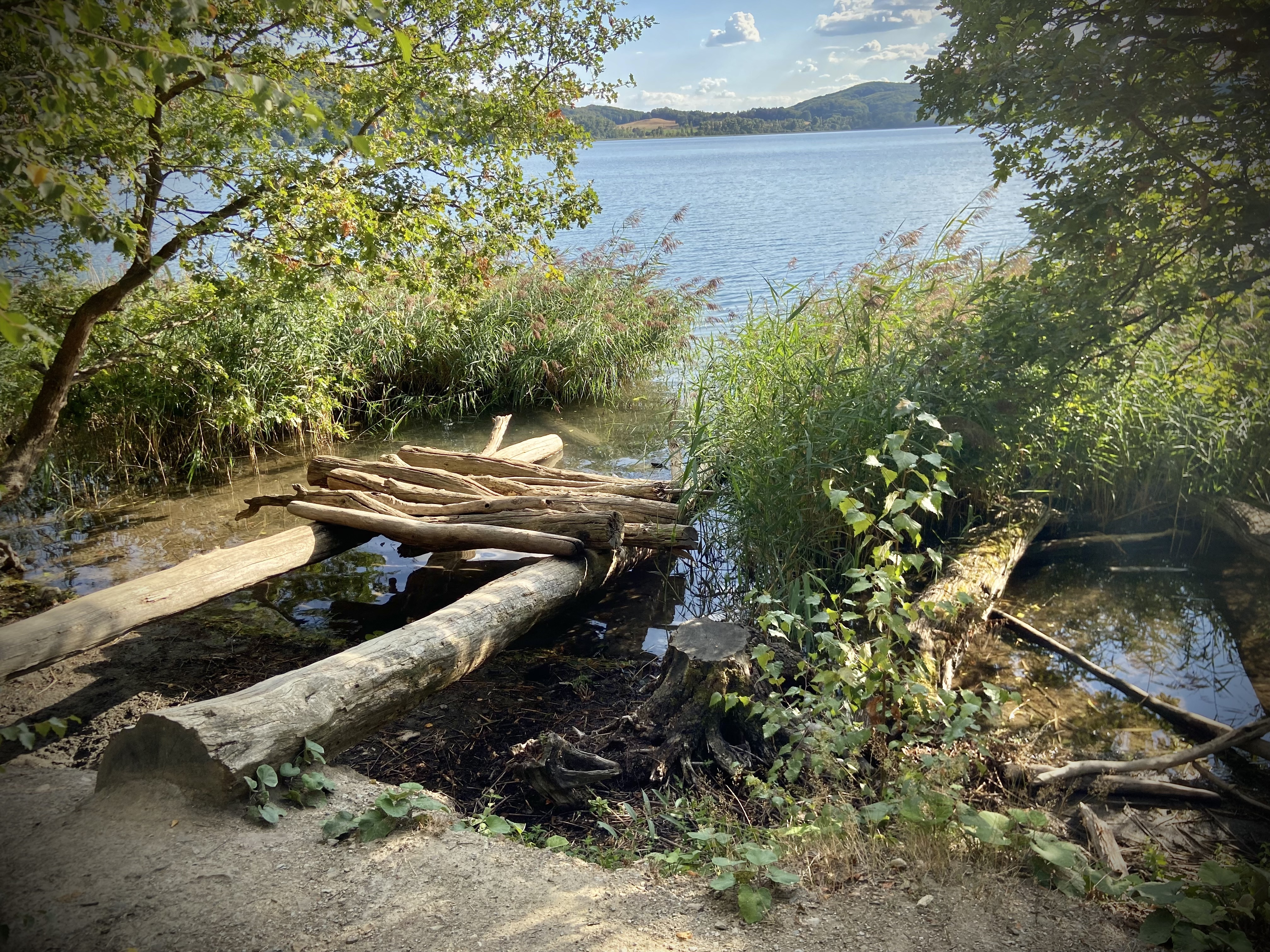
Zachodni brzeg jeziora
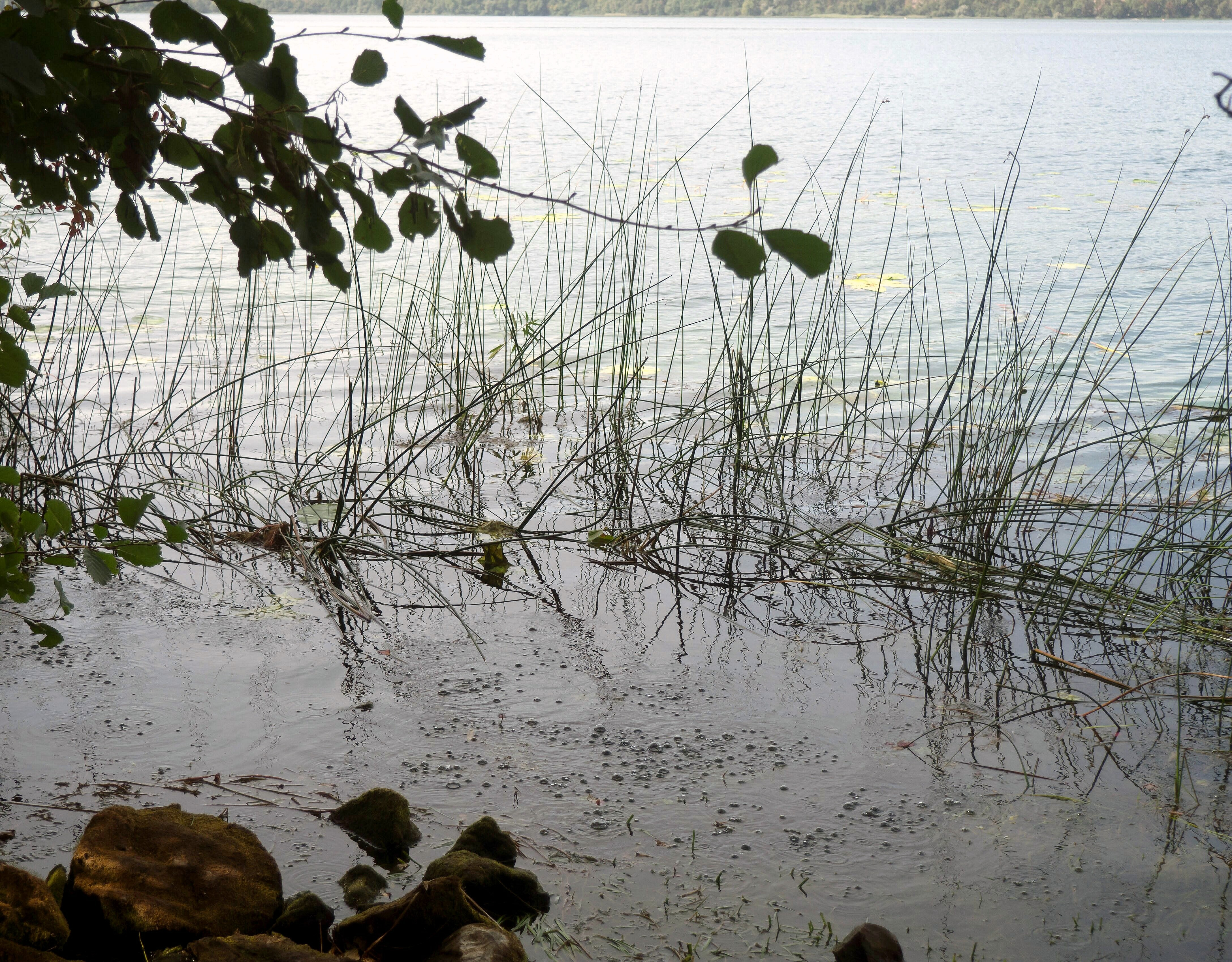
Mofeta w zachodniej części jeziora
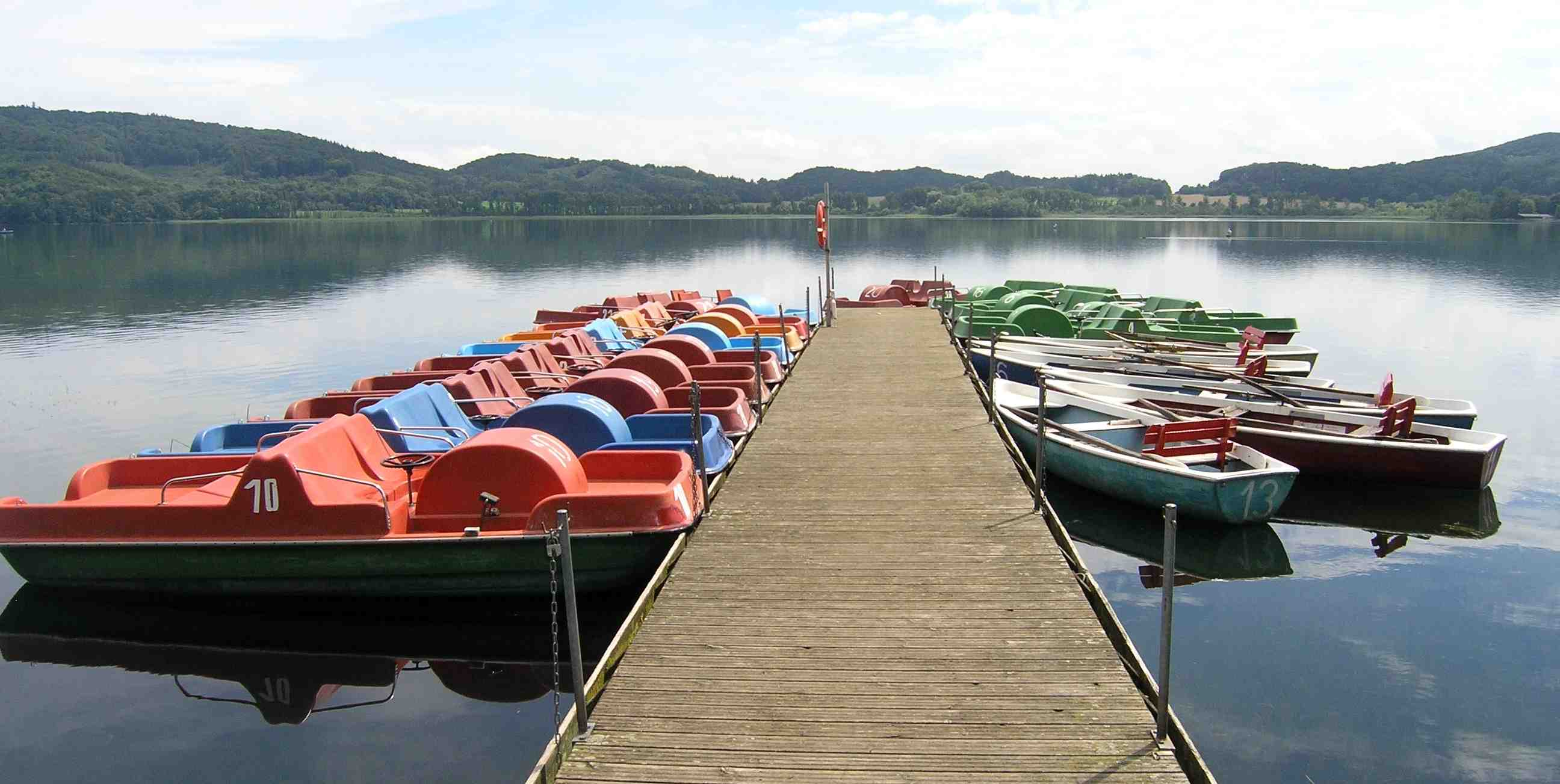
Wypożyczalnia sprzętu wodnego
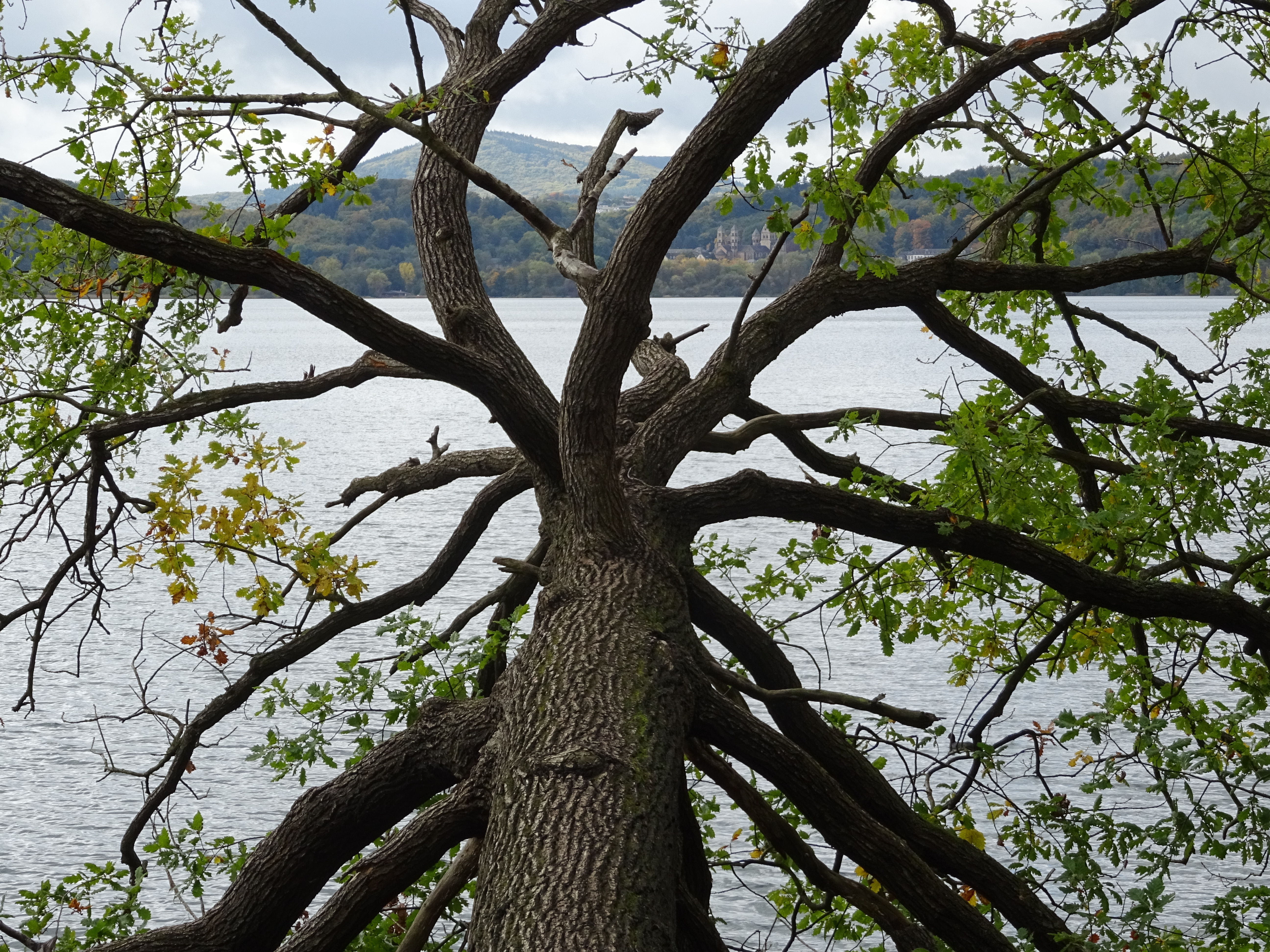
Widok na jezioro z zachodniego brzegu
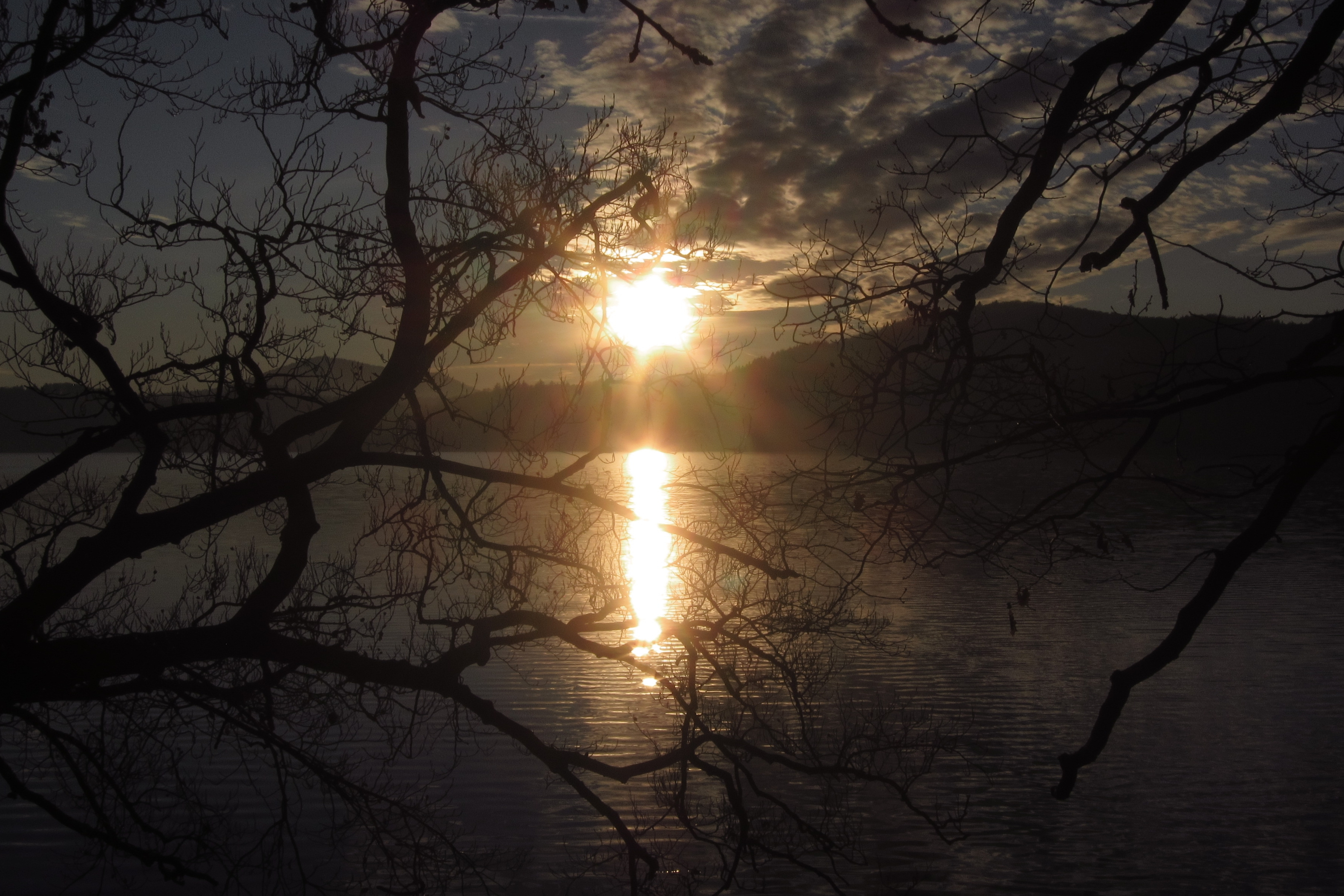
Zachód słońca nad Laacher See